# Élections législatives grecques de 1981
Les élections législatives grecques de 1981 ont eu lieu le 18 octobre 1981 afin d'élire les 300 députés du Parlement grec. La participation est de 81,5 %. Le PASOK remporte ces élections avec 48,1 % des suffrages soit 172 sièges et ND arrive en seconde position, il obtient 35,9 % des suffrages et obtient 115 sièges. Le KKE obtient 13 sièges avec 10,9 % des suffrages. 